# فيليكس أدجي
فيليكس أدجي (بالإنجليزية: Felix Adjei)‏ هو لاعب كرة قدم غاني في مركز الوسط، ولد في 17 ديسمبر 1990 في غانا. لعب مع ريد بول سالزبورغ.

## وصلات خارجية
- فيليكس أدجي على موقع قاعدة بيانات كرة القدم.إي يو (الإنجليزية)
- فيليكس أدجي على موقع Soccerway.com (الإنجليزية)
- فيليكس أدجي على موقع عالم كرة القدم.نت (الإنجليزية)